# Paolo Ferrario (Offizier)
Paolo Ferrario (* 20. August 1883 in Vanzago, Italien; † 19. Mai 1916 Forte Campomolon) war ein italienischer Ingenieur und Offizier im Ersten Weltkrieg.

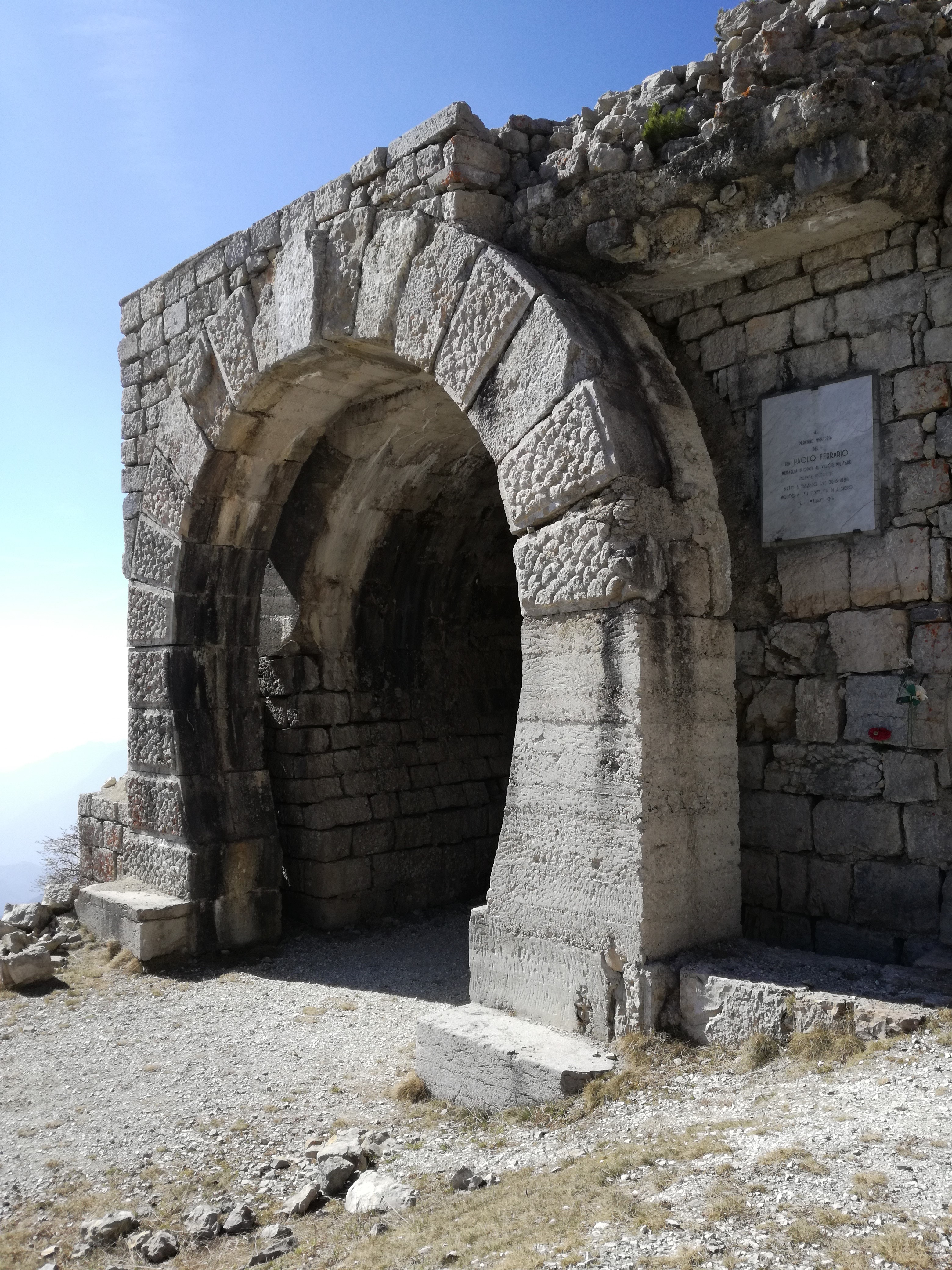
Forte Campomolon mit Gedenktafel für Paolo Ferrario

## Biographie
Paolo Ferrario war das dritte von sechs Kindern des Ehepaares Ambrogio und Maria Gajo. Sein Vater entstammte einer alten Apothekerfamilie, auch wenn er nicht diesen Weg eingeschlagen hatte und sich als Landpächter und Betreiber einer Seidenspinnerei in Mantegazza einem Ortsteil von Vanzago betätigte. Seine Mutter dagegen entstammte aus einer großbäuerlichen Familie aus Canegrate aus dem Mailänder Hinterland.
Nach dem Besuch der Schule studierte Paolo Agrarwissenschaften in Mailand. Anschließend arbeitete er als selbständiger Agraringenieur in der lombardischen Metropole und Umgebung. Ferrario war ein leidenschaftlicher Alpinist, bereits in seiner Studienzeit in Mailand widmete er sich in seiner Freizeit dem Alpinismus. 1907 wurde er Mitglied im italienischen Alpenverein CAI und ein Jahr später trat er auch dem damals stark irredentistisch geprägten Trentiner Bergsteigerverein SAT bei. Von 1911 bis 1912 war er Präsident einer Sektion des CAI Mailand und Mitglied mehrerer Kommissionen und anderem gehörte er der Schutzhütten- und Bergführerkommission an.
Im CAI nutzte er seine beruflichen Kenntnisse als Ingenieur. So entwarf er die Pläne für den Bau der Gianettihütte im Bergell und leitete auch die Bauarbeiten der 1913 eröffneten Hütte. Bis 1914 machte er sich zudem mit über 40 Erstbesteigungen als Bergsteiger einen Namen.
Nach dem italienischen Kriegseintritt im Mai 1915 meldete er sich mit fast 32 Jahren als Kriegsfreiwilliger. Einen Wehrdienst hatte er bis dahin nicht abgelegt gehabt, da er zweimal, 1903 und 1904, als untauglich eingestuft worden war. Die ersten Monate in Uniform verbrachte er auf der Offiziersschule der Genietruppen. Im September 1915 wurde er als Leutnant der Territorialmiliz in den Frontdienst beim 2. Genieregiment überstellt und im September des gleichen Jahres wechselte er als Sappeur-Offizier zur 35. Infanteriedivision unter dem Kommando von General Felice De Chaurand. Während des Frondienstes scheute er sich nicht, auch risikoreiche Aufgaben zu übernehmen.
Im Frühjahr 1916 wurde er mit der 35. Infanteriedivision auf die Hochebene zwischen Tonezza del Cimone und Passo Coe westlich der Hochebene der Sieben Gemeinden verlegt. Am 15. Mai 1916, am ersten Tag der österreichisch-ungarischen Südtiroloffensive, meldete er sich freiwillig, um einige italienische Batterien nördlich des Passo Coe, denen die Munition ausgegangen war, mit Munition zu versorgen. In den darauffolgenden Tagen unternahm er mehrere riskante Auffklärungsaktionen und half die Verbindung mit den rückwärtigen Linien aufrechtzuerhalten. In der Nacht auf den 19. Mai erhielt er den Auftrag das nicht vollendete italienische Panzerwerk Campomolon durch Sprengung für den Gegner unbrauchbar zu machen, bevor es die Truppen des vorrückenden XX. k.u.k. Korps besetzen konnten. Bei einer dieser Sprengungen wurde er von einem herabstürzenden Gesteinsblock am Oberkörper getroffen. Paolo Ferrario erlag noch am gleichen Tag seinen schweren inneren Verletzungen auf einem nahe gelegenen Verbandsplatz, auf dem man ihn gebracht hatte.
Für seine Tat wurde ihm 1921 posthum die Goldene Tapferkeitsmedaille verliehen. Zwei Gedenkplatten an der Ruine des Werkes Campomolon erinnern heute an seine Aktion. In den 1920er Jahren wurde ein Rifugio in den Bernina-Alpen nach ihm benannt, das 1935 von einer Lawine zerstört und nicht mehr aufgebaut wurde. 1956 wurde eine Biwakschachtel im oberen Valtellina nach ihm benannt. In seinem Heimatort Vanzago bei Mailand trägt eine Straße und eine Grundschule seinen Namen. Die in den 1970er Jahren geschlossene Gemeindepartnerschaft zwischen Vanzago und Arsiero geht ebenfalls auf die Ereignisse vom 19. Mai 1916 zurück.